# Galianthe thalictroides
Galianthe thalictroides là một loài thực vật có hoa trong họ Thiến thảo. Loài này được (K.Schum.) E.L.Cabral mô tả khoa học đầu tiên năm 1991.